# Крижана бомба
Крижана бомба (фр. Bombe glacée) — французький багатошаровий десерт з морозива, що за формою віддалено нагадує гарматне ядро, звідки й походить назва.
Головним популяризатором (та ймовірним творцем) цього десерту був впливовий французький шеф-кухар Огюст Ескоф'є, який розробив понад 60 варіантів «Bombe glacée» та опублікував їх рецепти.
Сьогодні терміном «Bombe glacée» у західних країнах можуть називати й деякі інші багатошарові десерти з морозива, рецепт яких не обов'язково перегукується з Ескоф'є.